# 조지 호수 전투
조지 호수 전투(영어: Battle of Lake George)는 1755년 9월 8일, 현재 뉴욕의 북부에서 벌어진 전투이다. 이 전투는 프렌치 인디언 전쟁에서 영국군이 북미에서 프랑스를 몰아내기 위한 전략 중 하나였다.
디스카우 남작 장 에르망이 이끄는 프랑스군은 캐나다인, 인디언병을 포함하여 1,500명이었고, 영국군은 윌리엄 존슨이 이끄는 13개 식민지군 1,500명군과 유명한 족장 헨드릭 테야노긴이 이끄는 200명의 모호크 족 병력이었다.

## 개요

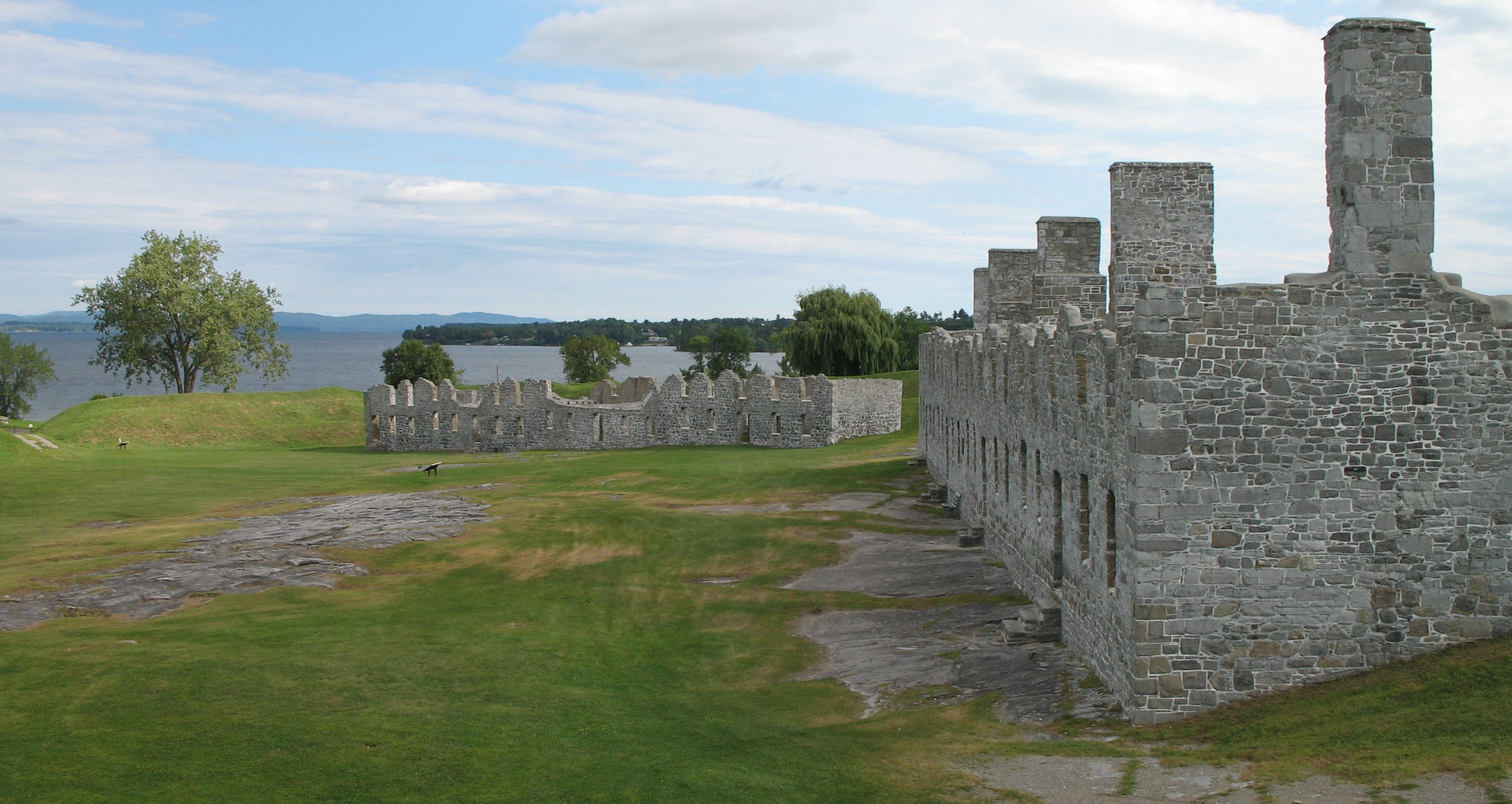
크라운 포인트

이로쿼이 족의 에이전트로 임명된 윌리엄 존슨은 1755년 8월 28일에 ‘상 사크르망 호수’(Lac Saint Sacrement)의 남단에 도착하여, 이 호수를 당시의 영국 국왕 조지 2세에 대한 경의를 표하면서 조지 호수로 개명했다. 존슨의 계획은 조지 호수와 샹플랭 호수를 통해, 프랑스의 지배 하에 있는 세인트 프레드릭 요새와 크라운 포인트를 공략할 예정이었다. 크라운 포인트는 누벨 프랑스 방어를 위해 필수적인 땅이었다.
디스카우는 이미 존슨의 행군을 저지하기 위해 크라운 포인트를 떠나 조지 호수와 챔플레인 호수 사이의 카리용 요새(후 타이컨더로가 요새)에 진을 치고 있었다. 9월 4일, 디스카우는 허드슨강을 따라 건축된 에드워드 요새(당시는 리먼 요새)를 습격하기로 했다. 이 요새는 존슨의 야영지로, 디스카우의 목적은 이 작전에서 영국이 필요한 물자와 대포를 수송하는 선박을 파괴하기 위한 것이었다. 디스카우는 카리용 요새에 주둔 병력을 절반가량 남겨두고 나머지 절반 병력을 이끌고 허드슨강에 대체로를 따라 진군했고, 사우스 베이에서 배에서 내려 우드 크릭을 따라 진군했다. 디스카우가 이끄는 프랑스 정규군 보병 연대, 라 렌느 연대와 랑그 연대 222명의 병력과 600명의 민병대, 아베나키 족과 모호크 족의 동맹군 700명은 1755년 9월 7일 저녁에 에드워드 요새에 도착했다.
조지 호수 남단에 위치한 에드워드 요새에서 14마일(23km) 북쪽에 진을 치고 있던 존슨은 남쪽에 적의 존재가 있다는 것을 척후대로부터 알게 되었다. 존슨은 에드워드 요새에 있는 500명의 병사들에게 이를 알리기 위해, 전령을 보냈지만 전령은 잡히고 말았고, 그 직후 보급 물자를 운반하던 영국의 대열이 공격당해 그 결과 존슨 계획이 디스카우에게 누설되었다. 프랑스군에 합류했던 인디언 병력이 회의를 한 후, 요새 점령을 포기했다. 대포 포격으로 저지당할 것으로 생각했기 때문이다. 그리고 8일 아침 디스카우는 군대로 하여금 호수에 진군을 명령했다.
9월 8일 오전 9시, 존슨은 1,000명의 매사추세츠 연대를 거느린 에프라임 윌리엄스 대령을 남쪽으로 보냈고, 역시 코네티컷 연대와 200명의 모호크 동맹을 이끄는 나단 휘팅 대령에게 에드워드 요새를 지원하라고 명령했다. 윌리엄스 연대의 탈영병에게 정보를 캐낸 디스카우는 정규병 함께 수로를 막고, 민병과 인디언 병력에게 명령하여 길 양쪽에서 매복하게 했다. 민병과 인디언은 현재 레이크 조지 마을에서 3마일(4.8km) 남쪽에 있는 계곡에서 조용히 숨 죽여 적군을 기다렸다.

## 전투

### 피로 물든 아침 척후
윌리엄스의 대열은 프랑스군이 숨어있는 곳으로 똑바로 행군을 하다가, 적의 총검에 맹공을 당했다. 이 교전은 ‘피로 물든 아침 정찰’로 알려져 있다. 윌리엄스와 헨드릭은 많은 병력과 함께 이때 전사했다.
그 당시 디스카우가 이끄는 프랑스 정규병은 덧에 걸린 적병에게 일제 사격을 가했다. 대부분의 13개 식민지 군은 존슨 야영지로 철수했지만, 휘팅과 세스 포메로이 휘하의 100여명, 모호크 족 생존자들은 간신히 철수할 수 있었다. 13개 식민지 군의 후위대 병사들은 교만한 프랑스군에 상당한 타격을 줄 수 있었다. 포메로이는 아군 병사들이 “적군을 많이 넘어 뜨렸다. 프랑스군은 마치 비둘기를 쏘아 떨어뜨리는 것 같았다”고 기록하고 있다. 이 퇴각 시 전사한 프랑스 장교 중에는 캐나다인과 인디언들에게 대단히 존경받는 자끄 레가주르 드 생 피에르가 있었다. 인디언병이나 누벨 프랑스 총독 보드레이유를 비롯한 행정관은 이것에 대담히 낙담했고, 적군인 영국에서도 생 피에르에게 애도의 말을 전했다.

### 존슨 진지 기습
디스카우는 캐나다 민병과 인디언 병력에게 존슨의 야영지를 습격하여 이 작전에서 완승하도록 지시를 내렸다. 하지만 생 피에르의 전사로 그들의 사기는 이미 저하되었으며, 모호크 족은 참호가 있는 야영지를 공격하는 것을 망설였다. 영국군에도 그들과 같은 모호크 족이 수백 명이 있었고, 프랑스군과 동맹 관계에 있던 아베나키 족도 모호크 족이 공격에 나서지 않으면 움직이려 하지 않았고, 민병대 또한 그러했다. 전투에 참가하지 인디언들이 스스로를 부끄럽게 생각하길 바라면서, 디스카우는 정규병 222명을 6열 종대로 세워, 자신이 직접 대열을 이끌고, 호수 산책로(the Lake Road)를 따라, 존슨 야영지가 있는 숲의 개간지로 진군했다. 야영지 근처에는 짐마차와 보트를 뒤집고, 나무를 베어 급조한 방채가 마련되었다.
프랑스 정규병 대열이 개활지에 들어선 순간 13개 식민지 포병들은 존슨의 3개의 대포를 조작하여 포도탄을 장전하여, 좁은길과 도로와 협곡을 차단했다. 이 포화는 프랑스 대열에까지 미치게 되었다. 이때 존슨이 부상을 입자, 피네아스 리먼 장군이 대신 지휘를 맡았다. 디스카우가 세 차례 걸친 포격으로 중상을 입었기 때문에, 프랑스는 공격을 포기할 수 밖에 없었다.

### 피의 연못
한편, 에드워드 요새 주둔하던 조셉 블랑카드 대령은 먼곳에서 전투가 벌어지는 연기를 보았고, 나다니엘 폴섬이 이끄는 80명의 강력한 뉴햄프셔 연대와 맥기니스 대위가 이끄는 40명의 뉴욕 민병을 파견하여 조사를 하게 했다.
| “ | 조지 호수 방향에서 총성을 듣고, 폴섬 군은 전진하고, 전장에서 2마일(3.2km) 거리에서 대열을 정비했다. 거기에는 프랑스군 수비대가 물자를 실은 짐마차를 지키고 있었으며, 폴섬은 즉시 적의 수비대를 공격하여 내쫓았다. 오후 4시쯤 되자 300명뿐인 프랑스군들이 뿔뿔이 와서 집결하였고, 대오를 정비하여 퇴각에 들어갔다. 폴섬은 병력을 나무 사이에 은폐시켜 적이 가까워지면 조준 사격을 해서 그들을 괴롭혔다. 어두워져서 전투가 불가능할 때까지 폴섬은 계속 전투를 해서 많은 적을 죽이고 몇 명을 포로로 잡았다. 그리고 마침내 프랑스군을 그 땅에서 내쫓았다. 포로 이외에도 폴섬은 아군의 부상병의 신병을 확보하고 적의 보급품을 많이 확보했으며, 전리품을 무사히 야영지로 옮겼다. 다음날 폴섬은 보급품들이 들어왔으며, 그리하여 프랑스군의 보급품과 탄약을 모두 확보할 수 있었다. 이 전투에서 폴섬 군의 희생자는 6명에 불과했다. 프랑스에게 이 패배는 뼈아픈 타격이 되었다. | ” |

이 전투에서 전사한 프랑스군의 시신은(프랑스 정규병 이라기보다는 실제로 누벨 프랑스 민병과 인디언병) 늪에 던졌다. 이 늪은 이후 블러디 파운드(Bloody Pond)로 유명해졌다. 프랑스의 철수 후 13개 식민지군은 20여명의 중상을 입은 프랑스군과 장교를 발견했다. 부상자는 13개 식민지 군이 동료를 구하기 위해 대포를 쏜 그 탄착점 근처에 있었다. 부상자는 중에는 디스카우도 있었으며, 프랑스군을 진두지휘하던 대가로 방광을 관통당해 있었다. 벤자민 웨스트는 이 디스카우를 구한 존슨의 그림을 그렸다.